# دق بهلول
دق بهلول، روستایی است از توابع بخش مرکزی شهرستان سرخس در استان خراسان رضوی.
این روستا در دهستان خانگیران قرار دارد و بر اساس سرشماری سال ۱۳۹۰ جمعیت آن ۱۳۰ نفر  (۳۴ خانوار) است.

## منبع
1. ↑  «نتایج سرشماری ایران در سال ۱۳۹۰» (اکسل). درگاه ملی آمار. بایگانی‌شده از روی نسخه اصلی در ۲۰ شهریور ۱۴۰۲.